# Edmund Fortescue
Sir Edmund Fortescue, 1º Baronete (batizado em 22 de setembro de 1642 - 30 de dezembro de 1666) foi um político inglês e membro do parlamento por Plympton Erle.
Ele era o segundo filho de Sir Edmund Fortescue de Fallapit e de sua esposa Jane, filha de Thomas Southcote.
Ele foi educado no Balliol College, Oxford, matriculando-se em 1658.
Casou-se com Margery, filha de Henry Sandys, 5º Barão Sandys. Eles tiveram um filho e duas filhas.
Ele foi nomeado cavaleiro em 31 de março de 1664, e eleito membro do parlamento por Plympton Erle em outubro de 1666. Ele morreu em 30 de dezembro de 1666 e foi enterrado em East Allington.